# Anthony Rowse
Anthony Rowse was van 1651 tot 1654 gouverneur van Suriname in naam van gouverneur van Barbados, Francis Willoughby van Parham.

## Biografie
Rowse was een plantage-eigenaar op Barbados en had al een lange staat van dienst in de Caraïben. In die tijd werd de vraag naar suiker vanuit Europa steeds groter en er was grote behoefte aan land om suikerriet te telen. In opdracht van Willoughby  vertrok hij met 300 immigranten vanuit Bridgetown in Barbados naar de monding van de Surinamerivier in Suriname. Op deze plaats woonde al twee jaar de Nederlandse kolonist Jacob Enoch, die naar zijn zeggen nog nooit last van de Indianen had gehad. Met de daar wonende Indianen sloot Rowse een vredesverdrag. Dit vormde een stabiel fundament om een bloeiende kolonie te beginnen langs de Commewijne, de Suriname en Para. De immigranten werden spoedig gevolgd door enkele honderden slaven. Rowse begon met het bouwen van fort Willoughby, het latere Paramaribo. De Engelsen vonden bij hun komst in de Commewijne een kleine nederzetting van Hollanders die daar handel dreven met de Indianen en van Joden in Boven-Suriname, die er reeds kort na 1632 uit Holland en Italië gekomen waren, waarbij zich in 1644 Joden uit Brazilië onder David Cohen Nassy hadden gevoegd. Deze Hollanders en de Joden waren gewend hun producten te verzenden met Hollandse schepen, die er nu en dan kwamen. Rowse, die de Akte van Navigatie (1651) wilde handhaven, verwekte hierdoor bij deze kolonisten grote ontevredenheid.
In 1652 vertrekt Rowse naar Engeland met het verzoek te worden aangesteld als officieel gouverneur van Suriname. Om meer planters aan te trekken werd door de Engelsen religieuze vrijheid gepropageerd. In 1652 arriveerde er een tweede groep met Quakers vanuit Engeland onder leiding van Willoughby en Portugese joden uit Mauritsstad in Nederlands-Brazilië.
Omdat de kolonie alleen gericht was op de suikercultuur was er verder geen contact met de indianen en werd er geen bondgenootschap met de Cariben gesloten. Twee jaar later kwam Willoughby zelf langs om zijn nieuwe bezit te aanschouwen: de productie van suiker bleek uitermate winstgevend en de aanplant van suikerriet, de bouw van molens en de aanvoer van ketels werd met meer voortvarendheid ter hand genomen. Het werk werd vooral gedaan door de lokale bevolking en 3.000 ingevoerde Afrikaanse slaven. In 1654 droeg Anthony Rowse de macht over aan zijn opvolger William Byam.